# Svetište Predragocjene Krvi Kristove u Ludbregu
Svetište Predragocjene Krvi Kristove je sakralni objekt u Ludbregu u Varaždinskoj županiji nastao temeljem zavjeta Hrvatskog sabora iz 1739. godine. Izgradnja je dovršena 1996. godine.

## Povijest

### Zavjet Hrvatskog sabora 1739. godine
Godine 1739., strašna kuga je harala Moslavinom u vlastelinstvu grofova Erdődy, koje je bilo pod banskom jurisdikcijom. Tijekom sedam mjeseci preminulo je oko 4.500 ljudi. Kuge je bilo i u velikom dijelu Slavonije. Na zasjedanju Hrvatskog sabora u Varaždinu, u prosincu 1739. donijeta je odluka o izgradnji kapele u Ludbregu, ako Svevišnji zaustavi kugu u Moslavini i Slavoniji. Izabran je Ludbreg, jer se u njemu dogodilo euharistijsko čudo 1411. godine i u njemu se čuva relikvija Krvi Kristove. Kuga je prestala, ali zavjet nije odmah ispunjen, vjerojatno iz objektivnih razloga, i s vremenom je pao u zaborav.

### Inicijativa 1939. godine
Svećenik Juraj Lahner proučavao je stare spise Hrvatskog sabora i otkrio postojanje zavjeta što ga je Hrvatski sabor još prije dvjesto godina učinio Bogu, koji još nije ispoštovan. Pokrenuta je djelatnost s ciljem ispunjavanja zavjeta. Sastavljen je akcijski odbor od tri člana, koja su činili ludbreški župnik Matija Crnković, koprivnički dekan Stjepan Pavunić i urednik Hrvatskog književnog društva sv. Jeronima iz Zagreba, dr. Josip Andrić, a nadbiskup Alojzije Stepinac preuzeo je pokroviteljstvo. Novine su pisale o tome, a u Ludbregu je 2. srpnja 1939. održana svečanost i objavljeno je da će se zavjet ispuniti.
U kolovozu 1939. godine, arhitekt Bruno Bauer je načinio nacrt Zavjetne kapele Presvete Krvi Kristove po uzoru na jeruzalemsku kapelicu Kristova groba, koju je 1555. sagradio hrvatski franjevac Bonifacije Drkolić iz Dubrovnika. U veljači 1940., hrvatski ban Ivan Šubašić obećao je pomoć oko izgradnje. Od blagdana sv. Petra, 29. lipnja 1940. do Petrova 1941., po odluci pape Pija XII., slavila se Hrvatska Sveta Godina, povodom 1300. godišnjice kršćanstva u Hrvata. Tim povodom, nadbiskup Alojzije Stepinac je objavio poziv hrvatskom narodu, da se tijekom te Svete Godine, izvrši zavjet Hrvatskog sabora i izgradi kapelica. 
Općinske vlasti u Ludbregu, koje nisu bile naklonjene Crkvi usporavale su i onemogućivale ispunjenje zavjeta. Kako se bližio Drugi svjetski rat, ludbreški župnik Matija Crnković je sakupljeni novac za gradnju kapelice utrošio na gradnju kuće za boravak časnih sestara i okupljanje mladeži, tik do lubreškog župnog dvora. Tu je kuću nakon Drugog svjetskog rata komunistička vlast nacionalizirala i oduzela župi. U travnju 1945. godine, partizani su Matiju Crnkovića uhitili. Sudili su mu i ubili ga u Varaždinu u lipnju 1945. godine.
Godine su prolazile, a vlast je i dalje onemogućivala gradnju i imala negativan stav prema hodočasnicima, koji su dolazili u Ludbreg. Veliki pomak učinio je ludbreški župnik Ivan Jurak, kada je 1982. godine, izdao Vodič za svetište. Poslao ga je svim župama i biskupijama u tadašnjoj Jugoslaviji. Vlast je bila popustljivija prema Crkvi i uskoro su tisuće hodačasnika dolazile u Ludbreg. Godine 1988. razmišljalo se o kupnji zemljišta, no nije bilo dovoljno novaca.

### Inicijativa početkom devedesetih
Promjenom vlasti, 1990. godine, inicijativom ludbreškog župnika Josipa Đurkana i dozvolom vlasti, održana je velika vjerska svečanost s oko 50 000 hodočasnika na ulicama Ludbrega. Svečanost je završila u parku, u blizini kapele Sv. Križa, u kojoj se 1411. godine dogodilo euharistijsko čudo. U procesiji je sudjelovao i kardinal Franjo Kuharić, koji je izjavio: “Ovakvu svečanost, Ludbreg još nikada nije doživio.”
Ohrabren tim događanjima, župnik je uskoro poslao molbu tadašnjoj ludbreškoj općinskoj upravi, da odobri prostor uz desnu obalu rijeke Bednje. Zauzimanjem predsjednika općine Dragutina Gložinića i predsjednika Izvršnog vijeća Franje Križanića, zemljište površine pet hektara darovano je Zagrebačkoj nadbiskupiji i ludbreškoj župi 1992. godine. Na natječaju za idejni projekt župe, komisija župe i Nadbiskupijskog duhovnog stola izabrala je rad poduzeća COD iz Koprivnice, s arhitektima Zlatkom Filipovićem i Mirkom Patrčevićem, a za najpovoljnijeg izvođača izabrano je poduzeće Građevinski inženjering iz Varaždina.

### Gradnja svetišta od 1993. do 1996. godine
Uređenje i planiranje zemljišta počelo je u proljeće 1993. godine. Kamen temeljac svetišta položen je i blagoslovljen 4. rujna 1993., točno 254 godine nakon zavjetovanja Hrvatskog sabora. Nakon što je pjevački zbor «Podravina» izveo hrvatsku himnu, iz malog zrakoplova iskočio je padobranac s razvijenom hrvatskom zastavom i općinskom poveljom. Čin polaganja kamena temeljca, obavio je glumac i tadašnji saborski zastupnik Martin Sagner, nakon čega je uslijedio blagoslov biskupa Jurja Jezerinca. U temelje je uzidana mjedena kapsula sa župnom i općinskom poveljom.
Radovi na zidanju kapele trajali su do travnja 1994. godine. Tijekom svibnja ožbukana je kapela i sagrađen je oltar, a u srpnju je okrečena. Sagrađene su i dvije postaje Križnog puta kao uzorak, a za ostale su se čekale dodatne donacije. Kardinal Franjo Kuharić blagoslovio je kapelu, 4. rujna 1994. godine, uz nazočnost tadašnjeg predsjednika Hrvatskog sabora Nedjeljka Mihanovića i oko sto tisuća hodočasnika. Na zidu kapele postavljene su spomen-ploča i ploča zahvalnica dobročiniteljima.
Od listopada do studenoga 1994. godine, uz pomoć donatora sagrađene su preostale postaje križnog puta. U proljeće 1995. godine obavljeni su daljnji radovi u svetištu. Akademski slikar Goran Petrač iz Ludbrega izradio je slike Križnog puta u mozaiku, koristeći venecijansko murano staklo. Križni put svečano je blagoslovio kardinal Franjo Kuharić 3. rujna 1995., uz prisutnost saborskih zastupnika, ministara, svećenika i vjernika. Prije proslave Svete Nedjelje u rujnu 1996. godine dovršen je mozaik na zabatu kapele pod nazivom Uskrsnuće Isusovo, rad slikara Gorana Petrača. Na vrh zabata postavljen je metalni kalež s hostijom. 

### Ispunjenje zavjeta Hrvatskog sabora
Svečana proslava Svete Nedjelje i Krvi Kristove, održana je 1. rujna 1996. godine pod geslom: “Uskrsli Krist, uvijek isti”. Svetu misu predvodio je kardinal Franjo Kuharić uz koncelebraciju ludbreškog župnika Josipa Đurkana i nazočnih 60 svećenika. Unatoč kišnom vremenu, okupilo se više desetaka tisuća hodočasnika uz nazočnost tadašnjeg predsjednika Hrvatskog sabora Vlatka Pavletića, varaždinskog župana Marijana Mlinarića i načelnika Ludbrega Franje Križanića, te brojnih drugih predstavnika kulturnih i političkih organizacija. Predsjednik Hrvatskog sabora je rekao: “Danas se dovršuje zavjet Hrvatskog sabora”. U svetištu su nastavljena uljepšavanja. S lijeve strane kapele postavljen je kip blaženog Alojzija Stepinca, a s desne strane spomenik Isusu Kristu. Hrvatski sabor darovao je mramorni oltar.

## Euharistijsko proštenište

### Sveta Nedjelja
Svake godine početkom rujna u Ludbregu se održava svečanost “Deset dana Svete Nedjelje u čast Predragocjene Krvi Kristove”. Vrhunac slavlja je u nedjelju, kada tisuće hodočasnika sudjeluju u bogoslužju.

### Hodočašća i susreti
Dana 6. rujna 2014. svetište u Ludbregu bilo je mjestom Petog hrvatsko-slovenskog susreta koji okuplja hodočasnike iz Hrvatske i Slovenije. Okupilo je više od dvadeset tisuća hodočasnika. Euharistijsko slavlje predvodili su kardinal Josip Bozanić i nadbiskup Alessandro D'Errico, apostolski nuncij u Hrvatskoj, uz još desetak hrvatskih i slovenskih biskupa te dvjestotinjak hrvatskih i slovenskih svećenika iz više od 160 župa. Prošli susreti bili su: Marija Bistrica (2003.), Brezje (2005.), Trsat (2007.) i Ptujske gora (2011.).

## Vanjske poveznice
Mrežna mjesta
- Svetište Predragocjene Krvi Kristove  Arhivirana inačica izvorne stranice od 18. rujna 2020. (Wayback Machine), službeno mrežno mjesto
- Facebook stranica
- 600. obljetnica čudesa Svete Krvi Isusove - Ludbreg  Arhivirana inačica izvorne stranice od 2. rujna 2021. (Wayback Machine), poštanska marka Hrvatske pošte
- Sat vožnje do Centrum mundi  Arhivirana inačica izvorne stranice od 2. rujna 2021. (Wayback Machine)

| Portal:Kršćanstvo | Portal: Kršćanstvo |